# James Willard
Arthur James Willard (Tambaroora, 22 aprile 1893 – 10 giugno 1968) è stato un tennista australiano.

## Biografia
Si è arruolato durante la prima guerra mondiale facendo parte del 34º battaglione, gli è stata assegnata una medaglia per il coraggio dimostrato durante uno scontro a fuoco.
Il fratello Aubrey è stato a sua volta un tennista capace di raggiungere la finale degli Australian Championships.

## Carriera
Ha ottenuto i suoi risultati migliori in patria, tra il 1924 e il 1927 ha disputato quattro finali consecutive agli Australian Championships nel doppio misto vincendo le prime due in coppia con Daphne Akhurst, nel 1926 ha disputato la finale anche nel singolare maschile dove è stato sconfitto da John Hawkes mentre nel 1928 ha giocato la finale del doppio maschile insieme a Edgar Moon.
È andato a giocare anche in Europa, nel 1924 ha partecipato alle Olimpiadi di Parigi fermandosi al terzo turno e a Wimbledon dove viene sconfitto al secondo turno, si ripresenta nel 1930 quando raggiunge la finale del Roland Garros e i quarti di finale a Wimbledon in entrambe le occasioni nel doppio insieme a Harry Hopman.
Ha fatto parte della squadra australiana di Coppa Davis nel 1930, è sceso in campo in tre incontri di doppio con Harry Hopman ottenendo tre successi, è passato al professionismo nel 1933.

## Statistiche

### Finali nei tornei del Grande Slam

#### Singolare

##### Finali perse (1)
| Anno | Torneo                   | Avversario in finale | Punteggio     |
| 1926 | Australian Championships | John Hawkes          | 6–1, 6–3, 6–1 |

#### Doppio

##### Finali perse (2)
| Anno | Torneo                    | Compagno     | Avversari in finale          | Punteggio          |
| 1928 | Australian Championships  | Edgar Moon   | Jean Borotra Jacques Brugnon | 2–6, 6–4, 4–6, 4–6 |
| 1930 | Internazionali di Francia | Harry Hopman | Henri Cochet Jacques Brugnon | 3–6, 7–9, 3–6      |

#### Doppio misto

##### Vittorie (2)
| Anno | Torneo                   | Compagna       | Avversari in finale                    | Punteggio |
| 1924 | Australian Championships | Daphne Akhurst | Esna Boyd Robertson Gar Hone           | 6–3, 6–4  |
| 1925 | Australian Championships | Daphne Akhurst | Sylvia Lance Harper Robert Schlesinger | 6–4, 6–4  |

##### Finali perse (2)
| Anno | Torneo                   | Compagna       | Avversari in finale             | Punteggio |
| 1926 | Australian Championships | Daphne Akhurst | Esna Boyd Robertson John Hawkes | 2–6, 4–6  |
| 1927 | Australian Championships | Youtha Anthony | Esna Boyd Robertson John Hawkes | 1–6, 3–6  |